# Лихтенраде
Лихтенра́де (нем. Lichtenrade) — район в седьмом (после реформы 2001 года) административном округе Берлина Темпельхоф-Шёнеберг. Самый южный район округа, расположен на границе с Бранденбургом.

## История
В 1375 году Лихтенраде впервые упоминается в земельной книге кайзера Карла IV. Развитие региона и стремительный рост числа жителей начался лишь в XIX веке. В построенной в 1898 году народной школе в 5 классах обучалось 238 учащихся. В 1911 году открылись ещё два класса. 6 февраля 1906 в Лихтенраде была основана добровольная пожарная бригада. С 1883 года Лихтенраде становится остановочной станцией на линии Берлин-Дрезден.
В 1920 году вместе со многими другими поселениями и городами Лихтенраде было присоединено к Большому Берлину и стало частью округа Темпельхоф, в который также входили районы Мариенфельде, Мариендорф и Темпельхоф.
Во время Второй мировой войны в Лихтенраде располагалось подразделение концлагеря Заксенхаузен. С 1941 года здесь находились военнопленные с Украины. В напоминание этому событию в районе стоит памятник.
После разделения Берлина в 1961 году линия метро была прервана и сообщения в Бланкенфельде-Малов прекратилось. Рейсы были возобновлены только 31 августа 1992 года.

## Население
Рост населения района:
| Год           | 1800 | 1890 | 1900 | 1910  | 1920  | 2005   |
| Число жителей | 112  | 546  | 851  | 3.239 | 4.836 | 50.452 |

## Достопримечательности

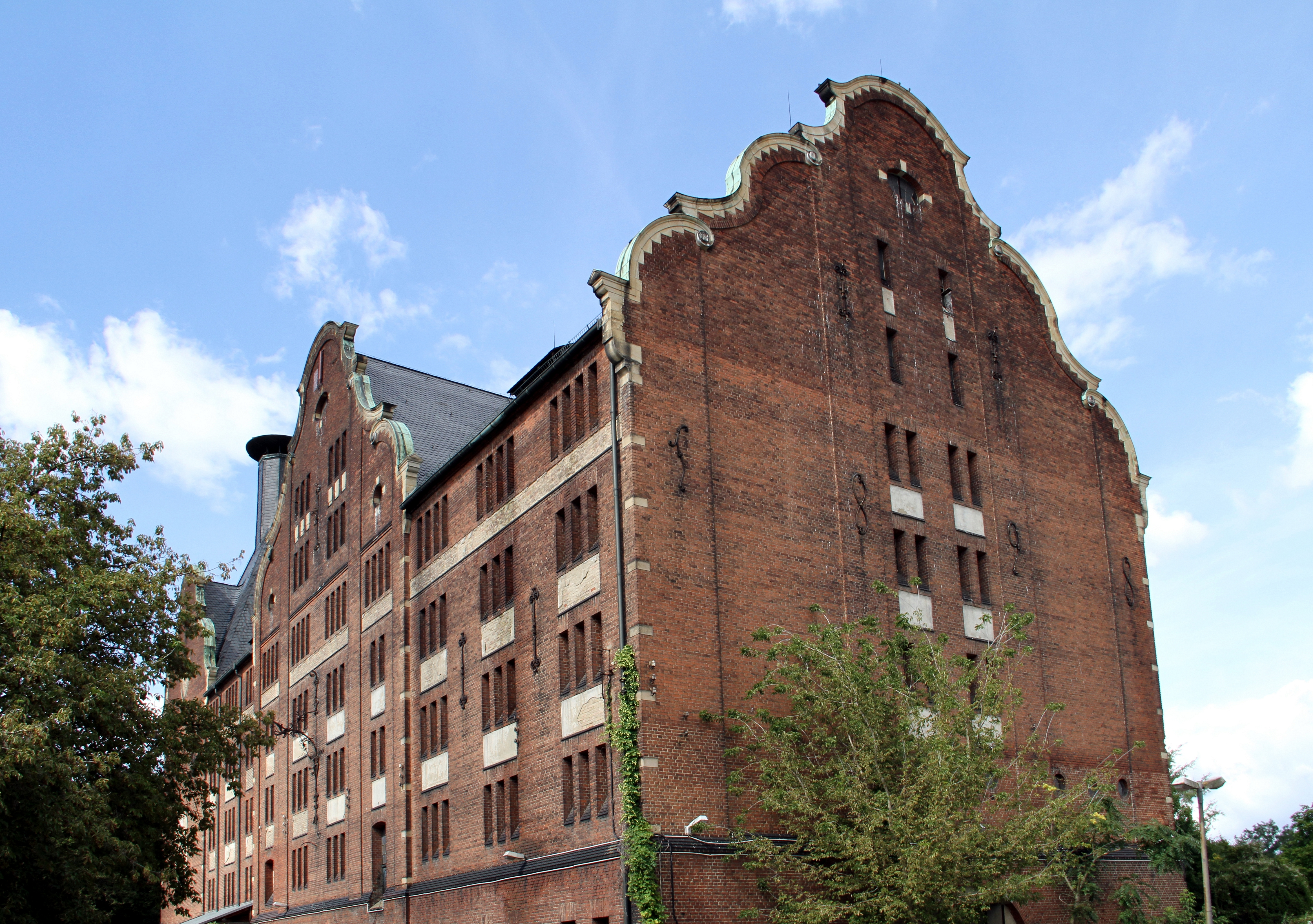
Солодовня «Шёнебергская дворцовая пивоварня»

Построенная в XIV веке деревенская церковь Лихтенраде с течением столетий претерпела множество изменений. Первоначальные сказочные стрельчатые своды в готическом и романском стиле были замурованы и позднее заменены на круглые окна. Этот факт ещё можно и сегодня распознать в стенах церкви. Обветшавшая первоначально построенная башня была снесена в 1810 году. Только в 1902 году была достроена башня со шпицевой крышей. Вместо деревянного потолка в 1922 году был сооружён цилиндрический свод. Во время Второй мировой войны 29 декабря 1943 года церковь была сильно повреждена во время бомбёжки и полностью выгорела до несущих стен. После войны церковь была восстановлена, но теперь уже с крышей в виде треугольной призмы и снова с деревянным потолком. В 1968 году начал работать церковный орга́н.
Недалеко от вокзала Лихтенраде стоит построенная в 1897-99 годы солодовня «Шёнебергская дворцовая пивоварня» (нем. Schloßbrauerei Schöneberg). Во время Второй мировой войны и в первое послевоенное время пивоварня использовалась как продовольственный склад.
На Туцингерштрассе (нем. Tutzinger Straße) располагается здание, которое раньше принадлежало принцу Саксонии-Анхальт.